# Lotne związki organiczne
Lotne związki organiczne, LZO (VOCs, ang. volatile organic compounds) – grupa związków organicznych, wykazujących następujące własności:
- z łatwością przechodzą w postać pary lub gazu
- charakteryzują się wysoką prężnością par i niską rozpuszczalnością w wodzie
- ich temperatura wrzenia mieści się w zakresie: 50–250 °C (pomiar w warunkach ciśnienia normalnego 101,3 kPa)[1][2].

Zawierają również atomy tlenu, wodoru, fluoru, chloru, siarki, azotu, bromu; lotne związki organiczne są odpowiedzialne za przyjemny zapach perfum, jak i nieprzyjemne zapachy różnych zanieczyszczeń.
LZO odgrywają ważną rolę w komunikacji między zwierzętami a roślinami, m.in. stanowią czynniki wabiące dla zapylaczy – owadów, chronią przed drapieżnictwem, a nawet odpowiadają za wzajemne interakcje między roślinami.
Wiele LZO jest niebezpiecznych dla zdrowia lub szkodzą środowisku, do którego trafiają jako uboczne produkty procesów przemysłowych. Szczególnie duże znaczenie ma wtórne zanieczyszczenie substancjami powstającymi w wyniku reakcji chemicznych jakie zachodzą w środowisku z udziałem LZO. W taki sposób powstaje np. ozon troposferyczny.
Z tego względu w wielu krajach świata (także w Polsce) istnieją normy ograniczające ich emisję do środowiska, poprzez określenie dopuszczalnych wartości maksymalnej zawartości LZO w produktach. Zawartość LZO określa masę lotnych związków organicznych, wyrażoną w przypadku cieczy w gramach na litr (g/l) produktu gotowego do użytku.
Ponadto wiele procesów produkcyjnych, w których używa się LZO obostrzonych jest standardami emisyjnymi, wyrażonymi zazwyczaj dwoma wartościami:
- stężenie LZO (przeliczone na masę węgla organicznego) w gazach odlotowych z instalacji [mgCorg/Nm³]
- dopuszczalny udział niezorganizowanej emisji LZO z instalacji [%]

Dla niektórych procesów standardy określone są innymi wartościami, np. dla przemysłowego powlekania pojazdów standard wyrażony może być w dopuszczalnej masie LZO na określoną powierzchnię poddawaną powlekaniu [g/m²].

## LZO generowane w przyrodzie
Większość lotnych związków organicznych w atmosferze ziemskiej ma pochodzenie naturalne (biogenne). Biogenne lotne związki organiczne (BLZO) obejmują LZO emitowane przez rośliny, zwierzęta lub mikroorganizmy i chociaż są niezwykle zróżnicowane, najczęściej są to terpenoidy, alkohole i karbonyle (metan i tlenek węgla na ogół nie są brane pod uwagę). Nie licząc metanu, źródła biologiczne emitują około 760 teragramów węgla rocznie w postaci lotnych związków organicznych. Większość biogennych LZO jest wytwarzana przez rośliny, przy czym głównym związkiem jest izopren. Niewielkie ilości LZO są produkowane przez zwierzęta i drobnoustroje. Wiele LZO uważanych jest za metabolity wtórne, które często pomagają organizmom w obronie, takiej jak obrona roślin przed roślinożercami.
| zw. chemiczny  | względny wkład [%] | wyemitowana ilość [mln ton/rok] |
| -------------- | ------------------ | ------------------------------- |
| izopren        | 62,2               | 594±34                          |
| terpeny        | 10,9               | 95±3                            |
| metanol        | 6,4                | 130±4                           |
| izomery pinenu | 5,6                | 48,7±0,8                        |
| seskwiterpeny  | 2,4                | 20±1                            |

Na emisje wpływa wiele czynników, takich jak temperatura, która determinuje tempo ulatniania się i wzrostu oraz światło słoneczne, które determinuje tempo biosyntezy. Emisja zachodzi prawie wyłącznie z liści, w szczególności z aparatów szparkowych. LZO emitowane przez lasy lądowe są często utleniane przez rodniki hydroksylowe w atmosferze; przy braku zanieczyszczeń NOx, fotochemia VOC przetwarza rodniki hydroksylowe, aby stworzyć zrównoważoną równowagę biosfera-atmosfera. Ze względu na niedawne zmiany klimatyczne, takie jak ocieplenie i zwiększenie promieniowania UV, ogólnie przewiduje się, że emisje BLZO z roślin wzrosną, zaburzając w ten sposób interakcję biosfera-atmosfera i niszcząc główne ekosystemy. Główną klasą LZO jest klasa związków terpenowych, takich jak mircen. Zapewniając poczucie skali, las o powierzchni 62 000 km², wielkości amerykańskiego stanu Pensylwania, szacuje się, że emituje 3 400 000 kilogramów terpenów w typowy sierpniowy dzień w okresie wegetacji.

## Źródła antropogeniczne
Źródła antropogeniczne emitują rocznie około 142 mln ton węgla w postaci lotnych związków organicznych.
Głównym źródłem wytwarzanych przez człowieka lotnych związków organicznych są:
- Wykorzystanie i produkcja paliw kopalnych, m.in. niecałkowicie spalone paliwa kopalne lub niezamierzone odparowanie paliw. Najbardziej rozpowszechnionym LZO jest etan, stosunkowo obojętny związek.
- Rozpuszczalniki stosowane w powłokach, farbach i tuszach. Rocznie produkuje się około 12 miliardów litrów farby. Typowe rozpuszczalniki obejmują węglowodory alifatyczne, octan etylu, etery glikolowe i aceton. Motywowany kosztami, troską o środowisko i przepisami, przemysł farb i powłok coraz bardziej przestawia się na rozpuszczalniki wodne[16].
- Szacuje się, że produkty w postaci sprężonego aerozolu, głównie butan i propan, przyczyniają się do 1,3 miliarda ton emisji LZO rocznie na całym świecie[17].
- Wykorzystanie biopaliw, np. olejów spożywczych w Azji i bioetanolu w Brazylii.
- Spalanie biomasy, zwłaszcza z lasów deszczowych. Chociaż spalanie uwalnia głównie dwutlenek węgla i wodę, niecałkowite spalanie dostarcza różnych LZO.

## Przykłady lotnych związków organicznych
Podano także źródła emisji wymienionych substancji.
- aceton – farby, pokrycia ochronne, zmywacze, materiały wykończeniowe i uszczelnienia,
- węglowodory alifatyczne (dekan, oktan, heksan) – farby, kleje, procesy spalania, składniki uszczelniaczy, fotokopiarki, benzyna, dywany, linoleum,
- węglowodory aromatyczne (WA) (toluen, ksylen, benzen) – procesy spalania, kleje, farby, benzyna, rozpuszczalniki, linoleum, tynki, masy gipsowe,
- wielopierścieniowe węglowodory aromatyczne (WWA) (benzo[a]piren, bifenyl, naftalen) – niecałkowite procesy spalania (drewna, dymu papierosowego, spalin samochodowych), leki, farby, tworzywa sztuczne, pestycydy,
- związki zawierające chlor (dichlorometan, chlorek metylu, trichloroetan, chloroform) – tapicerowanie, środki do czyszczenia dywanów, lakiery, zmywacze, rozpuszczalniki,
- octan n-butylu – pokrycia dźwiękochłonne, linoleum, uszczelnienia,
- dichlorobenzen – środki przeciw molom, odświeżacze powietrza, dywany,
- 4-fenylocykloheksen (4-PC) – farby, dywany,
- terpeny – nabłyszczacze, środki czystości, dezodoranty, zmiękczacze, papierosy.

Wśród innych źródeł tego rodzaju związków można wymienić pestycydy, przemysł farmaceutyczny i petrochemiczny, laboratoria analityczne.

## Oznaczanie LZO
Oznaczanie lotnych rozpuszczalników organicznych (LZO) w wodzie jest istotnym problemem w chemii analitycznej, głównie w analityce środowiska. Rosnące zanieczyszczanie środowiska i powszechne wykorzystanie związków z grupy LZO powoduje, że poza oznaczaniem tych substancji w próbkach gazowych, istotne jest również monitorowanie ich stężenia w próbkach ciekłych: w próbkach wody morskiej, oceanicznej, ale także w lokalnych próbkach wody pitnej czy w ściekach. W ogólności, problem ten jest bardzo szeroki: dotyczy wykrywania i analizowania różnego rodzaju typów próbek, wymagane jest oznaczanie różnych stężeń rozpuszczalników, zarówno tych mieszających, jak i nie mieszających się z wodą. Dodatkową trudnością jest to, iż większość związków z grupy LZO charakteryzuje się względnie niską reaktywnością chemiczną, co ogranicza możliwość wykorzystania sensorów wymagających selektywnego oddziaływania analitu z receptorem. Wiele składników atmosfery jest wzajemnie niekompatybilnych, m.in. ozon i związki organiczne, azotany peroksyacylu i wiele związków organicznych. Co więcej, zbieranie lotnych związków organicznych przez kondensację w wymrażarkach również gromadzi dużą ilość wody, która na ogół musi być usuwana selektywnie, w zależności od stosowanych technik analitycznych. Dlatego też typową metodą oznaczania takich związków jest chromatografia gazowa, nawet jeśli badanymi próbkami są roztwory/wody. Biorąc pod uwagę, że badane są próbki rzeczywiste, o różnej, a często niewielkiej zawartości badanego analitu, wymagane są zabiegi zatężania próbki przed analizą (najczęściej są to ekstrakcja lub mikroekstrakcja). Podobnie jak w przypadku analizy oddechu, do pobierania próbek stosuje się następujące metody: worki do pobierania próbek gazu, strzykawki, próżniowe pojemniki stalowe i szklane. Te metody zatężania są powszechnie stosowane, jednak charakteryzują się pewnym stopniem skomplikowania i wymagają zastosowania specjalistycznej aparatury, z reguły utrudniającej wykorzystanie ich do analizy „polowej”, czy też prowadzenie badań przez niewykwalifikowane osoby.
- Ekstrakcja do fazy stałej (SPE) służy do zatężania niewielkich ilości analitu w próbce. Jest efektywną alternatywą dla ekstrakcji ciecz-ciecz. Polega na zaabsorbowaniu analitu z próbki na modyfikowalnym podłożu stałym. Następnie analit jest desorbowany z tej powierzchni przy użyciu wysokiej temperatury lub zastosowaniu odpowiedniego rozpuszczalnika. Metoda ta stosowana jest w celu zredukowania ilości wykorzystywanej typowo w oznaczeniu rozpuszczalników wysokiej czystości, które są bardzo drogie, nieobojętne dla środowiska, a wymagane są do przeprowadzenia analizy chromatograficznej. Metoda desorpcji termicznej może zredukować te koszty całkowicie, jednak wymaga specjalnych i również dość drogich urządzeń dodatkowych obecnych w układach chromatograficznych[23]. Z oczywistych względów metoda ta nie jest łatwa do wykorzystania poza laboratorium. Ekstrakcja SPE wykorzystuje różnorodność rozpuszczalników, stanowiących fazę mobilną, która przenosi analit i wypłukuje analit z kolumny, oraz różnorodność składników stanowiących fazę stacjonarną, wypełniającą kolumnę, np. polarny żel krzemionkowy. Metoda ekstrakcji do fazy stałej jest szybka i można wyizolować analit w znacznie krótszym czasie niż w przypadku ekstrakcji ciecz-ciecz, jednak z racji, że typowo aparatura do SPE zrobiona jest z tworzywa sztucznego, tj. materiału, który może zaabsorbować część analitu w sposób nieodwracalny, co może wpływać na wzrost błędów oznaczenia.Typowy układ do ekstrakcji SPE

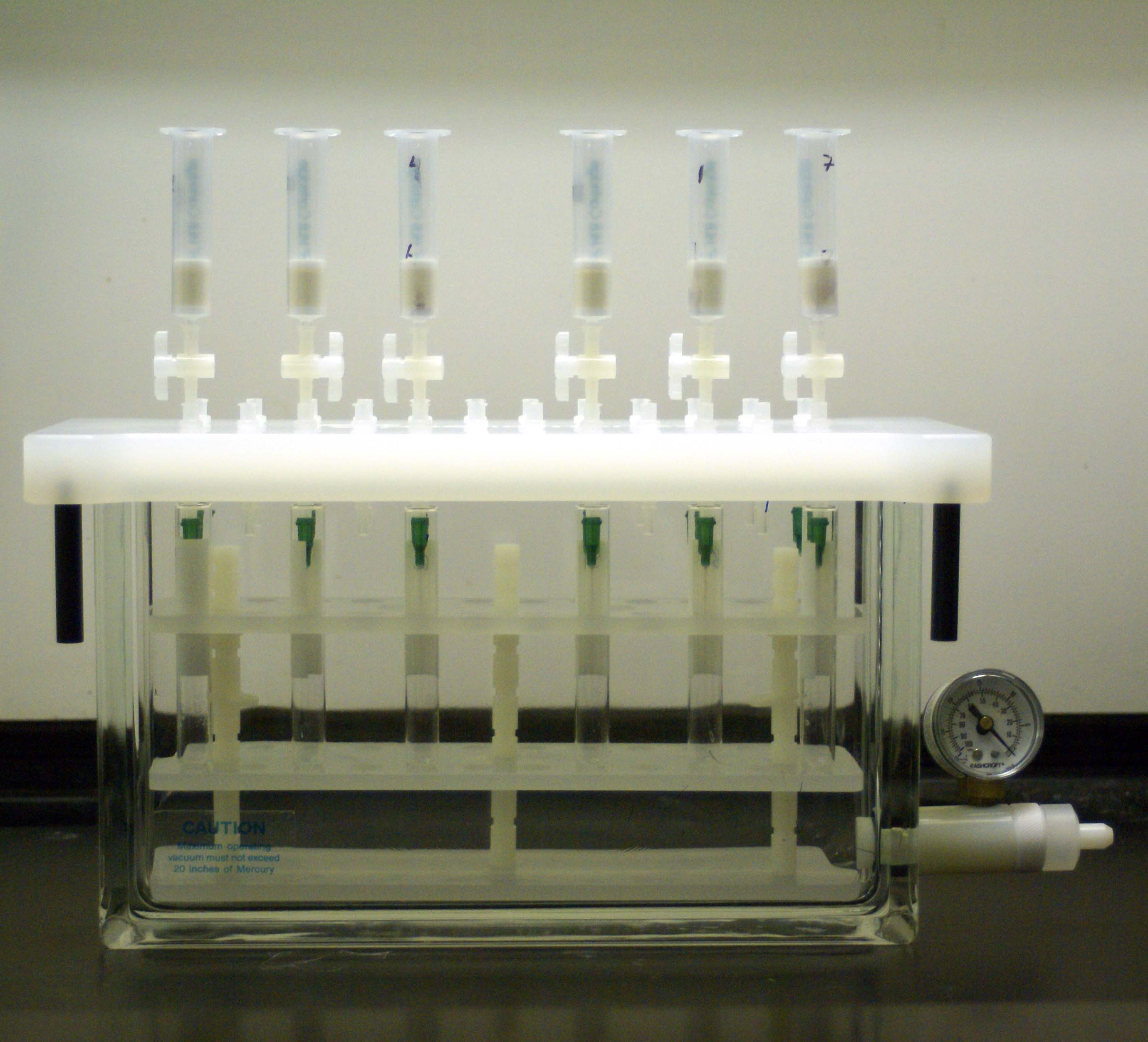
Typowy układ do ekstrakcji SPE

- Mikroekstrakcja do fazy stałej (SPME) polega na zaabsorbowaniu związków, takich jak lotne rozpuszczalniki organiczne na kwarcowych włóknach. SPME stanowi więc alternatywę dla SPE i pozwala wyeliminować podstawową wadę budowy układu. W tej metodzie typowo wykorzystuje się włókno ze stopionej krzemionki o niewielkim przekroju, umieszczane jest w próbce wodnej, tam następuje absorbcja analitu na powierzchni materiału sorpcyjnego. Związki obecne w próbce ulegają podziałowi pomiędzy sorbent a matrycę, a ilość zaabsorbowanego analitu zależy jedynie od wartości stałych podziału między wspomnianymi. Następnie, już w dozowniku chromatografu gazowego, pod wpływem wysokiej temperatury, następuje desorpcja analitów i uwalniane są do fazy gazowej.

Szeroki przegląd metod oznaczania LZO w próbkach ciekłych opublikowano w czasopiśmie Trends of Analytical Chemistry w 2012 roku. Przegląd ten koncentruje się na metodzie chromatografii gazowej, stosując różne metody przygotowania próbki, różne detektory itd. W świetle omówionych prac, największym zainteresowaniem analitycznym cieszą się lotne halogenowce oraz BTX (benzen, toluen i ksylen). W oznaczaniu wyżej wymienionych związków można osiągnąć granicę wykrywalności rzędu ng/L, jednak do osiągnięcia tak niskich granic oznaczalności, wymagane było stosowanie spektrometru mas jako detektora i jednej z opisanych metod uprzedniego zatężenia próbki. Te metody stosowane są rutynowo, ale wymagają często znacznych ilości odczynników i drogiej aparatury (szczególnie, jeśli układem detekcji jest spektrometria mas). Biorąc pod uwagę rozwój metod analitycznych, szczególnym zainteresowaniem cieszą się metody, mające prostą metodę detekcji, np. kolorymetria czy fluorymetria – tj. metody, w których sygnał analityczny można zarejestrować wykorzystując nawet telefon komórkowy. Z tych powodów atrakcyjną alternatywą byłaby prosta metoda testowania, którą zwykle oferuje podejście czujnikowe. Jednak rozwój sensorów dla związków należących do grupy LZO, m.in. ksylen jest ważny, ale stanowi wyzwanie. Zazwyczaj oznaczanie ilościowe tych analitów wymaga wyspecjalizowanych laboratoriów oraz skomplikowanych i trudnych do zmniejszenia skali urządzeń, ale te podejścia zapewniają wysoką selektywność. Jako alternatywę zaproponowano zastosowanie półprzewodnikowych struktur porowatych lub struktur metaloorganicznych do wykrywania LZO w fazie gazowej, lecz ta metoda wymaga temperatur roboczych powyżej 200 °C (wszystkie anality muszą znajdować się w fazie gazowej).
Podejście optyczne było rozważane w kontekście analizy LZO, jednak dotyczyło głównie identyfikacji składników mieszanin i było stosowane głównie do próbek gazowych, a nie wodnych. Zaproponowano kolorymetryczną wizualizację zapachów, czyli składników mieszanin gazowych, wykorzystując szereg nadrukowanych plamek różnych barwników, charakteryzujących się różnymi właściwościami chemicznymi i powinowactwem do potencjalnych składników mieszanin.

### Chemiczny odcisk palca i analiza oddechu
Wydychany ludzki oddech zawiera kilka tysięcy lotnych związków organicznych i jest używany w biopsji oddechu jako biomarker LZO do testowania chorób, takich jak rak płuc. Jedno z badań wykazało, że „lotne związki organiczne […] są przenoszone głównie przez krew i dlatego umożliwiają monitorowanie różnych procesów zachodzących w organizmie”. I wydaje się, że związki LZO w organizmie „mogą być wytwarzane w procesach metabolicznych lub wdychane /wchłonięte ze źródeł egzogennych”, takich jak środowiskowy dym tytoniowy. Zademonstrowano chemiczne odciski palców i analizę oddechową lotnych związków organicznych za pomocą matryc czujników chemicznych, które wykorzystują rozpoznawanie wzorców do wykrywania składników lotnych związków organicznych w złożonych mieszaninach, takich jak gaz oddechowy.